# Crissey (Jura)
Crissey es una localidad y comuna francesa situada en la región de Franco Condado, departamento de Jura, en el distrito de Dole y cantón de Dole-Sud-Ouest.

## Demografía
| 332 | 363 | 384 | 518 | 572 | 593 | 641 |
| Para los censos de 1962 a 1999 la población legal corresponde a la población sin duplicidades (Fuente: INSEE [Consultar]) |     |     |     |     |     |     |